# پلسیو
پلسیو (به ایتالیایی: Plesio) یک کومونه در ایتالیا است که در استان کومو واقع شده‌است.

## خصوصیات
پلسیو ۱۷٫۰ کیلومترمربع مساحت و ۸۳۳ نفر جمعیت دارد.